# 高鍋町歴史総合資料館
高鍋町歴史総合資料館（たかなべちょうれきしそうごうしりょうかん）とは、宮崎県児湯郡高鍋町にある町立歴史博物館である。

## 展示
江戸時代に高鍋城がおかれていた舞鶴公園の一角に建設された歴史総合資料館である。1階に第1展示室が、2階に第2展示室がある。豊臣秀吉および徳川家康の朱印状（宮崎県指定有形文化財）、藩主の鎧兜、藩校である明倫堂の扁額など、高鍋町の文化財や民俗資料を展示している。また郷土の偉人である石井十次・秋月種樹・小澤治三郎などのコーナーも設けられている。2017年6月には、高鍋町持田の国の史跡である持田古墳群の石舟塚から出土した石棺が13年ぶりに展示された。

## 利用情報
- 開館時間 - 午前9：00～午後5：00
- 休館日 - 毎週月曜日・12月28日～1月3日
- 入館料 - 大人210円、小中学生100円（特別展は除く）
- 所在地 - 宮崎県児湯郡高鍋町大字南高鍋6937-2